# Aimé Nuic
Aimé Nuic, de son vrai nom Ljubomir Nuic, est un ancien joueur et entraîneur de football né le 8 juillet 1912 à Mostar (Bosnie-Herzégovine) et mort le 8 novembre 1995 à Metz. 
Il a fait carrière à Metz, Fives et Charleville avant de devenir le premier entraîneur de Nantes en 1943.

## Biographie
Ljubomir Nuić a fréquenté l'école de football du HŠK Zrinjski Mostar et a joué pour l'équipe première en 1928, mais a rapidement quitté Mostar. Il e arrive en France à l'âge de 16 ans dans une pension de famille à Metz pour se perfectionner dans le métier qu'il avait choisi : le dessin industriel. Il remporte en 1929 le premier concours du jeune footballeur. Il évoluait au poste d'inter-gauche et a joué au FC Metz, SC Fives et FCO Charleville avant-guerre.
Naturalisé français, il a été sélectionné à deux reprises en équipe de France en 1935 et en 1936.
Lorsque la seconde Guerre mondiale éclate, il est mobilisé. Fait prisonnier, il s'évade et quitte l’est de la France pour trouver refuge à Paris où il rejoindra l'Avia Club. Là, il y fait la rencontre d'Albert Heil, un autre lorrain qu’il fera venir plus tard à Nantes en 1944. L'arrivée des allemands dans la capitale le pousse de nouveau à un nouvel exil vers Saumur où il prend en charge l’équipe de football locale.
En 1942, Marcel Saupin lui propose de rejoindre un an après le FC Nantes qui venait juste d'être créé : « On était arrivé en juillet. J'étais à Nantes et ma femme attendait notre premier fils (Michel Nuic) à Saumur. J’ai connu les bombardements de septembre. Il n'y avait plus d'eau, tout était en feu ». Il signe son contrat qui le lie au FCN le 25 juin 1943, et le 25 juillet suivant, il dirige le premier entrainement de l’histoire du FC Nantes, préparant les canaris à aborder le championnat de CFA dans lequel ils sont engagés dès septembre.
Pendant son séjour nantais, son épouse Simone tiendra le « café Godineau » situé rue de l'Héronnière dans le centre-ville de Nantes, qui devient très vite le rendez-vous des amateurs du ballon rond.
Bien que joueur à vocation offensive, il a joué à différents postes en fonction des besoins de sa formation. Il a été entraîneur-joueur à Nantes de 1943 à 1946. Remplacé par Anton Raab, il a poursuivi une carrière d'entraîneur dans différents clubs.
Un désaccord avec la direction du FCN durant l’intersaison 1946 va finalement inciter Aimé Nuic à quitter prématurément le club nantais et à migrer vers le Luxembourg. C’est l’un de ses joueurs, Antoine Raab, qui prend alors sa succession à la tête des canaris.

## Carrière de joueur
- 1930-1932 :  CA Metz
- 1930-1936 :  FC Metz puis CS Metz
- 1936-1937 :  SC Fives
- 1937-1938 :  FCO Charleville
- 1938-1939 :  Avia Club (Amateurs)
- 1942-1943 :  Saumur (Amateur)
- 1943-1946 :  FC Nantes (entraîneur-joueur)
- 1946-1947 :  US Luxembourg (entraîneur-joueur)

## Carrière d'entraîneur
- 1943-1946 :  FC Nantes (entraîneur-joueur)
- 1946-1947 :  US Luxembourg (entraîneur-joueur)
- 1948-? :  CS Le Thillot
- 1951-1952 :  FC Mulhouse
- 1959-1962 :  AS Béziers
- 1966-1967 :  AS Joeuf (DH Lorraine 3)
- 1968-1969 :  US Forbach
- 1969-sept. 1969 :  AS Béziers
- 1969-1970 :  US Forbach

## Palmarès
- Équipe de France : 2 sélections (le 17 mars 1935 France 1 - 3 Allemagne et le 12 janvier 1936 France 1 - 6 Pays-Bas).

## Sources et références
1. ↑  « Moteur de recherche des décès », sur matchid.io (consulté le 19 avril 2023).
2. ↑  Collectif, Les Jaunes en Bleu, l'album des 62 internationaux nantais, hors série Presse-Océan, 2008, cf. page 59.
3. ↑  (hr) Jugoslavenski list, « Ljubomir Nuić - Mostarac sportska veličina », Sarajevo,‎ 17.3.1935., p. 7
4. 1 2 3 4 5  « Nuic Aimé - Le premier entraineur », sur memoirescanaris.free.fr (consulté le 20 avril 2016)
5. ↑  Marc Barreaud, Dictionnaire des footballeurs étrangers du championnat professionnel français (1932-1997), l'Harmattan, 1997. cf. la fiche du joueur page 55
6. ↑  « Fiche d’Aimé Nuic », sur FFF.fr
7. ↑  (en) Liste des entraîneurs de clubs français sur http://www.rsssf.com